# Ateísmo marxista-leninista

Martillo, hoz y estrella comunista

El ateísmo marxista-leninista (en ruso: марксистско-ленинский атеизм, marksistsko-leninski ateízm), también conocido como ateísmo científico (en ruso, naúchny ateízm), es una parte de la extensa filosofía marxista-leninista (el tipo de filosofía marxista que se aplicó en la Unión Soviética) que rechaza la religión, es anticlerical (rechaza toda autoridad clerical o religiosa) y aboga por una comprensión materialista de la naturaleza. 
El marxismo-leninismo sostiene que la religión es el opio del pueblo, en el sentido de promover la aceptación pasiva del sufrimiento en la Tierra con la esperanza de la recompensa eterna. Por lo tanto, el marxismo-leninismo aboga por la abolición de la religión y la aceptación del ateísmo. El ateísmo marxista-leninista tiene sus raíces en la filosofía de Ludwig Feuerbach, Georg Wilhelm Friedrich Hegel, Karl Marx y Vladimir Lenin. 
Algunos marxistas no soviéticos se opusieron a esta postura antirreligiosa, así como a ciertas formas del pensamiento marxista, como el movimiento de la teología de la liberación en América Latina donde, entre otros, el ateísmo marxista-leninista fue rechazado en su totalidad. Por otro lado, muchos otros grupos marxistas han abogado o abogan por el ateísmo de Estado.

## Influencia de Feuerbach y de los hegelianos de izquierdas

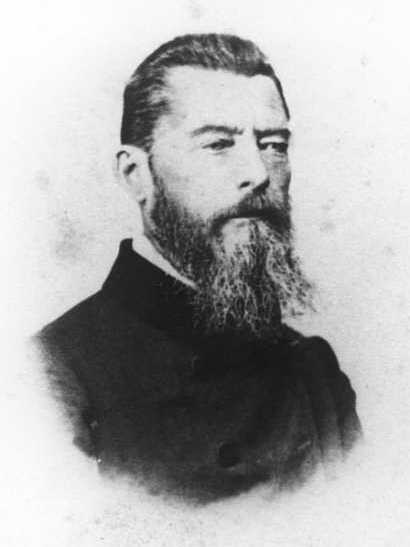
Ludwig Feuerbach, que separó la filosofía de la religión para permitir a los filósofos la libertad de interpretar la realidad material de la naturaleza.

Marx, desde las etapas tempranas de su carrera, había estado muy involucrado en los debates en torno a la filosofía de la religión, a principios del siglo XIX, en Alemania. Amargas controversias acerca de la correcta interpretación del legado filosófico hegeliano formaron en gran medida el pensamiento de Marx sobre la religión. Los hegelianos consideraban que la filosofía era como una empresa creada para servir a las percepciones sobre la comprensión religiosa, y Hegel había racionalizado los fundamentos de la fe cristiana en su elaborada filosofía del espíritu. Hegel, en tanto que ser crítico de la religión dogmática contemporánea, retuvo un interés intelectual en las creencias ontológicas y epistemológicas del cristianismo. Su filosofía era compatible con puntos de vista teológicos, y las explicaciones religiosas de las preguntas más profundas sobre el Ser, sin duda, fueron consideradas valiosas para él, pero que necesitaban aclaración adicional, sistematización y justificación argumentativa. Su filosofía trabajó como una empresa conceptual basada en las verdades de su fe. Su legado fue objeto de debate después de su muerte en 1831 entre los «jóvenes hegelianos» y los ateos materialistas, incluyendo especialmente al filósofo alemán Ludwig Feuerbach. Marx contribuyó por parte de los ateos materialistas en su rechazo a todas las formas de la filosofía religiosa, incluyendo las formas más liberales de este tipo, y Feuerbach influyó en él enormemente. Feuerbach quería separar la filosofía de la religión y dar a los filósofos autonomía intelectual sobre la religión en su interpretación de la realidad. Feuerbach se opuso a las nociones filosóficas de Hegel, que él creía que estaban basadas en sus opiniones religiosas.
Feuerbach atacó las bases conceptuales de la teología y quería socavar la religión mediante la introducción de una nueva religión de la humanidad, creada mediante la reorientación de las preocupaciones humanas fundamentales de la dignidad, el sentido de la vida, la moral y el propósito de la existencia dentro de una religión atea, argumentando que no sostienen la creencia en algo sobrenatural, sino que serviría como una respuesta a estas preocupaciones. Feuerbach considera que la antítesis del ser humano y lo divino se basó en una antítesis entre la naturaleza humana en general, y los seres humanos individuales, y llegó a la conclusión de que la humanidad como especie (pero no como individuos) poseía dentro de sí todos los atributos que deseaban de adoración y que la gente había creado a Dios como un reflejo de estos atributos y escribió:

Pero la idea de una deidad coincide con la idea de humanidad. Todos los atributos divinos, todos los atributos que hacen de Dios a Dios, son atributos de la especie - atributos que en el individuo son limitados, pero los límites del mismo son abolidos en la esencia de la especie, e incluso en su existencia, en la medida en que tiene su existencia completa sólo si todos los hombres se unen.

Feuerbach quería destruir todos los compromisos religiosos y fomentar un odio intenso hacia el antiguo Dios. Todas las instituciones religiosas debían ser erradicados de la Tierra y de la memoria de las generaciones venideras, para que nunca más volvieran a encontrar el poder sobre las mentes de la gente a través de su engaño y la promoción del miedo de las fuerzas místicas de Dios. Fue este pensamiento por el que el joven Carlos Marx se sintió profundamente atraído, y Marx adoptó gran parte del pensamiento de Feuerbach en su propia cosmovisión filosófica. Marx considera que los objetivos superiores de la humanidad justificarían cualquier radicalismo, tanto así como el radicalismo social / político-intelectual con el fin de alcanzar sus fines.

## Interpretación de Karl Marx

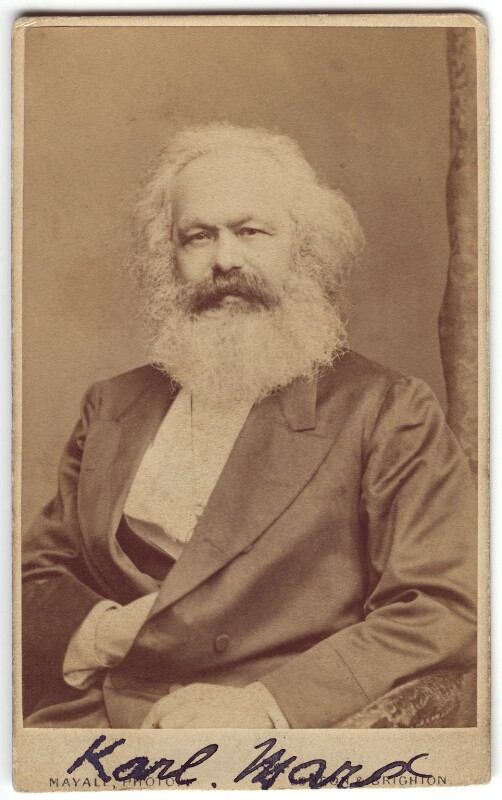
Karl Marx, quien sintetizó la filosofía antirreligiosa con el materialismo para mostrar que la religión es una construcción social utilizada para el control social por parte de la clase dominante de una sociedad.

En su rechazo a todo pensamiento religioso, Marx considera que las contribuciones de la religión a través de los siglos no son importantes o relevantes para el futuro de la humanidad. La autonomía de la humanidad desde el reino de las fuerzas sobrenaturales fue considerada por Marx como un verdad ontológica axiomática que se había desarrollado desde la antigüedad, y él considera que tener una tradición aún más respetable que el cristianismo. Argumentó que la creencia religiosa se había inventado como una reacción contra el sufrimiento y la injusticia del mundo. En opinión de Marx, los pobres y oprimidos eran los creadores originales de la religión, y lo utilizaron como una manera de tranquilizar a sí mismos que tendrían una vida mejor en el futuro, después de la muerte. La creación de la religión se debe a una necesidad social por parte del proletariado bajo la opresión. Por lo tanto, sirve como una especie de «opio», o una manera de escapar de las duras realidades del mundo.

El sufrimiento religioso es, a la vez, la expresión de sufrimiento real y una protesta contra ese sufrimiento. La religión es el suspiro de la criatura oprimida, el corazón de un mundo sin corazón y el alma de condiciones sin alma. Es el opio del pueblo.

Además según Marx, la filosofía atea habría liberado a los seres humanos a partir de la supresión de su potencial natural y permitido que las personas se dan cuenta de que, más que cualquier fuerza sobrenatural que requiere obediencia, ellas son los maestros de la realidad. La oposición de Marx a la religión se basaba sobre todo en este punto de vista en que creía que la religión mantenía a los seres humanos alienados de la realidad y retiene su verdadero potencial. Por consiguiente, consideró que la religión tenía que ser eliminada de la sociedad.

La descomposición del hombre en Judío y ciudadano, protestantes y ciudadano, hombre religioso y el ciudadano, no es ni un engaño dirigido contra la ciudadaní, ni es una elusión de la emancipación política, es en sí mismo la emancipación política, el método político de emanciparse de la religión. Por supuesto, en los períodos en que el Estado político como tal nace violentamente de la sociedad civil, cuando la liberación política es la forma en que los hombres se esfuerzan por lograr su liberación, el Estado puede y debe ir tan lejos como la abolición de la religión, la destrucción de la religión. Pero sólo puede hacerlo de la misma manera que se procede a la abolición de la propiedad privada, al máximo, a la confiscación, a los impuestos progresivos, como lo va tan lejos como la supresión de la vida, la guillotina. En momentos de confianza en sí mismo especial, la vida política busca suprimir su requisito previo, la sociedad civil y de los elementos que componen esta sociedad, y para constituirse en la vida de la especie real del hombre, carente de contradicciones. Pero, se puede lograr esto sólo por entrar en contradicción violenta con sus propias condiciones de vida, sólo declarando la revolución a ser permanente, y, por lo tanto, el drama político termina necesariamente con el restablecimiento de la religión, la propiedad privada, y todo elementos de la sociedad civil, al igual que la guerra termina con la paz.

Marx llegó a ver que la religión se determinó por la superestructura económica y por lo tanto creía abolición de la sociedad de clases conduciría a su fin con la religión. Escribió mucho sobre estas cosas antes de que él se había desarrollado mucho sus ideas sobre la abolición de la propiedad privada y el comunismo. La hostilidad hacia la religión era en realidad el comienzo de la carrera filosófica de Marx y que precedió el materialismo dialéctico. Llegó a ser fusionado críticamente con sus ideas económicas y sociales en su afirmación de que la religión, junto con todas las otras formas de pensamiento, fue el producto de las condiciones materiales y la distribución de la propiedad. Cuando las estructuras económicas que crearon la religión fueron destruidos, religión assumedly desaparecería con él. Por lo tanto, cree que la religión debía ser combatida a través de un enfoque pragmático de atacar la base económica de la religión y de atacar las causas de la religión. Consideró que la religión era el opio que las personas necesarias con el fin de mantenerse a sí mismos en las duras condiciones de vida, y que, además, sostuvo que estas duras condiciones se mantienen en su lugar con el apoyo de la religión. Con el fin de eliminar la religión, por lo tanto, sostuvo que necesitaba para eliminar las duras condiciones que causaron que la gente tienen supersticiones ilusorias que los consoló, y con el fin de eliminar estas condiciones se llegó a la conclusión de que la religión, ya que admite la existencia de tales condiciones, por lo tanto, es necesario que se pretende eliminar.
La abolición de la religión como felicidad ilusoria del pueblo es la demanda de su felicidad real. Hacer un llamado a ellos a abandonar sus ilusiones sobre su condición es invocar a abandonar una condición que requiere ilusiones. La crítica de la religión es, por lo tanto, en germen, la crítica de ese valle de lágrimas de las que la religión es el halo. [20]
De esta manera se transformó el ataque de Feuerbach a la religión en una crítica filosófica sobre todo en un llamado a la acción física. Por lo tanto, sostuvo que el ateísmo era la primera piedra filosófica de su ideología, pero en sí mismo no era suficiente.
El comunismo comienza desde el principio (Owen) con el ateísmo; pero el ateísmo es al principio muy lejos de ser el comunismo; de hecho, que el ateísmo es todavía mayormente una abstracción. 
El ateísmo intelectual en poder de Feuerbach y otros de su tiempo, fue transformado por Marx en una consideración más sofisticada y la crítica de las condiciones materiales responsables de la religión.
Feuerbach defiende el hecho de la auto-alienación religiosa, de la duplicación del mundo en un mundo religioso y secular. Su trabajo consiste en resolver el mundo religioso a su base terrenal. Pero que la base terrenal se separe de sí misma y se establece como un reino independiente en las nubes solo se puede explicar por las divisiones y contradicciones internas dentro de esta base terrenal. El cual deberá, por lo tanto, en sí misma sea tanto entender en su contradicción y revolucionó en la práctica. Así, por ejemplo, después de la familia terrenal se descubre que es el secreto de la sagrada familia, el primero debe entonces sí serán destruidos en la teoría y en la práctica.
Feuerbach, en consecuencia, no ve que el «sentimiento religioso» es en sí mismo un producto social, y que el individuo abstracto que él analiza pertenece a una forma particular de la sociedad. 
El materialismo dialéctico tuvo la tarea de ofrecer a sí misma como una alternativa a los puntos de vista religiosos de la creación. Los seres humanos son los productos naturales de la interacción de las fuerzas materiales y no había espacio para la interferencia sobrenatural en el destino humano. La religión había llegado originalmente acerca, según Marx, como una especie de fuga de las clases explotadas de las duras realidades de la existencia y una ilusión que consoló a uno con la esperanza de una recompensa futura. Aunque este fue su origen con las clases oprimidas, las clases dominantes habían tomado el control de la religión y se utiliza como una herramienta de control emocional e intelectual de las masas. Marx considera el cristianismo de haber sido así, en su origen como una religión de esclavos con la esperanza de una recompensa después de su dura existencia, pero más tarde convertirse en una especie de ideología engañosa que las clases dominantes utilizan para mantener el statu quo.
Es evidente, por otra parte, que los «espectros», «bonos», «el ser más alto», «concepto», «escrúpulo», no son más que la expresión espiritual idealista, la concepción aparentemente del individuo aislado, la imagen de grilletes muy empíricos y limitaciones, en el que el modo de producción de la vida y la forma de las relaciones sexuales junto con él se mueven. 
La religión cristiana había comenzado como protestas espirituales contra las condiciones de vida, en el que las clases bajas creían que fueron favorecidos sobrenaturalmente sobre las clases gobernantes más ricos. Sin embargo, se había deteriorado de sus objetivos originales en una especie de falso consuelo para las personas que aceptaron su sometimiento. Esta degeneración fue visto negativamente en la tarde tradición marxista-leninista, como una especie de perversión de los nobles objetivos originales de la religión por la élite social y cultural. Este punto de vista de que el cristianismo había sido pervertido por la acción revolucionaria en parte justificada élite con el fin de abolirla y sustituirla por el ateísmo. 
La hostilidad de Marx hacia la religión disminuye en su carrera posterior cuando escribió menos sobre el tema y mostró menos entusiasmo sobre la lucha contra la creencia religiosa. Llegó a considerar más adelante en su vida que la religión desaparecería naturalmente a través de la riqueza de ideas que surjan de una orden racionalizado de la vida social comunista. Esta idea, sin embargo, más tarde sería atacada por Lenin y el establecimiento Soviética éxito hasta el punto de la violencia y las purgas dirigida a los defensores de esta idea «de derecha» o «mecanicista» de la religión de desaparecer por sí misma. 
En su vida después escribió solo una necesidad de separar la religión del Estado, pero él todavía era hostil a las creencias religiosas. Él creía que la creencia en la existencia de Dios era inmoral y anti-humano.
Cerca del final de su vida, Marx adoptó el punto de vista de que los cristianos ofrecían sacrificios humanos y el consumo de la sangre humana y de la carne. Se cree que el conocimiento de estas prácticas habían asestado un golpe mortal al cristianismo.
El elemento ateo del comunismo se intensificaría en algunos movimientos marxistas después de su muerte.

## Interpretación de Engels

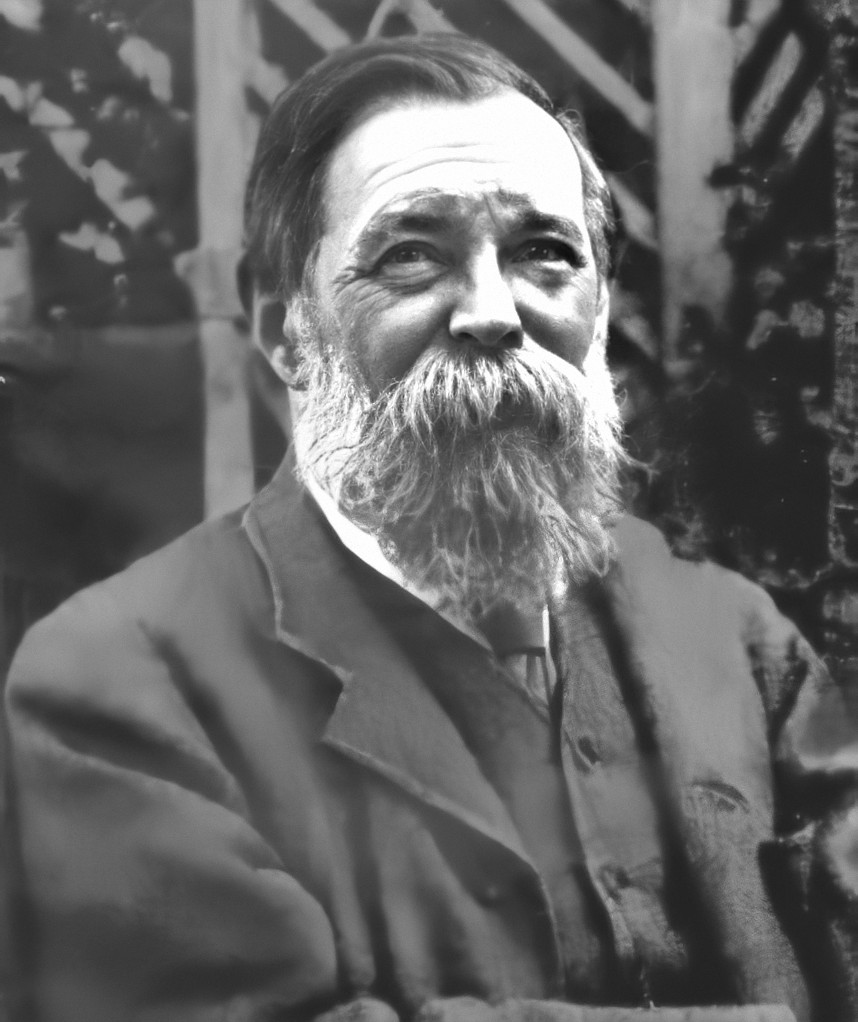
Friedrich Engels, quien identificó la religión como la necesidad de una persona de un fantástico reflejo espiritual de sí mismo, mediante el cual tener cierto control sobre la vida y la realidad.

Friedrich Engels escribió, independientemente de Marx, sobre temas de actualidad, incluyendo las controversias religiosas. En sus obras Anti-Dühring y Ludwig Feuerbach y el fin de la clásica ideología alemana, se dedica a la crítica sobre la cosmovisión idealista en general, incluyendo las perspectivas religiosas sobre la realidad. Consideró que la religión era un fantástico reflejo en la mente de los poderes que causaron condiciones miserables en las etapas anteriores de la historia. Él cree que el aumento del control de la humanidad sobre su existencia, eliminaría estas fantasías que se produjeron como consecuencia de la desesperación de la humanidad con el mundo que vivía. Desde la creencia en Dios se produjo como resultado de una necesidad de la gente para que haya algún tipo de control sobre su existencia, por lo tanto, razonó que al eliminar esta necesidad, la religión (el reflejo de esta necesidad) desaparecería gradualmente.
Y cuando este acto se ha logrado, en que la sociedad, por la toma de posesión de todos los medios de producción y el uso de ellos de forma planificada, se ha liberado y todos sus miembros de la esclavitud en las que ahora están en manos de estos medios de producción que ellos mismos han producido, pero que ellos enfrentar como una fuerza ajena irresistible, por lo tanto, cuando el hombre ya no solo propone, pero dispone también - solo entonces la última fuerza alienígena que aún se refleja en la religión desaparecería; y con él también desaparecerá la propia reflexión religiosa, por la sencilla razón de que entonces no habrá nada que reflexionar. 
Engels considera la religión como una falsa conciencia, e incompatible con el comunismo. Engels, en sus contactos permanentes con los líderes de partidos socialdemócratas y comunistas en Europa, así como los fundadores de la Primera Internacional (la unión política del siglo XIX de los movimientos comunistas), los instó a difundir y cultivar el ateísmo. También llamado para la educación científica a gran escala con el fin de superar los miedos y las ilusiones de las personas que requieren una explicación religiosa para el mundo que les rodea. Él creía que la ciencia daba una explicación de las cosas a la gente de elementos que antes habían requerido los conceptos religiosos para proporcionar una explicación, en consecuente la gente ya no debería sentir la necesidad de tener la religión para este propósito.
Escribió mucho sobre los grandes descubrimientos científicos contemporáneos y los utilizó para apoyar los principios del materialismo dialéctico en todas sus obras populares destinadas a las masas ordinarias en los movimientos comunistas. Estos descubrimientos se incluyen en la biología, la física, la química, la antropología y la psicología, todo lo cual Engels utiliza para argumentar en contra de la necesidad de explicaciones religiosas del mundo. La ciencia sería dar a la humanidad la capacidad de controlar el mundo en que vivía y por lo tanto para superar las duras condiciones que produjeron una necesidad en la gente a creer en un Dios que controla el universo. A su juicio el progreso científico en su tiempo estaba justificando la perspectiva materialista y atea sobre el mundo, que el materialismo dialéctico sostuvo. La filosofía especulativa y la teología racional volvieron obsoletas a la luz de los avances científicos.

La unidad real del mundo consiste en su materialidad, y esto no es probada por algunas frases juegos malabares, sino por un largo y tedioso desarrollo de la filosofía y las ciencias naturales.

También creía que el progreso científico requerido materialismo ateo a cambiar también y convertirse en científica en lugar de ser una filosofía, aparte de las ciencias.

Este materialismo moderno, la negación de la negación, no es la mera re-establecimiento de la edad, pero se suma a las bases permanentes de este viejo materialismo toda contenido de pensamiento de dos mil años de desarrollo de la filosofía y las ciencias naturales, así como de la historia de estos dos mil años. Ya no es una filosofía en absoluto, sino simplemente una concepción del mundo que tiene que establecer su validez y no se aplica en una ciencia de las ciencias de pie aparte, pero en las ciencias reales. La filosofía es, por tanto, "superada" aquí, es decir, "tanto superar y preservado" {D. K. G. 503}; superar en cuanto a su forma, y conservado en su contenido real.

Los puntos de vista de Engels sobre la necesidad de la educación científica y la necesidad de que el ateísmo materialista a confiar en la ciencia, que se distribuyen ampliamente entre los comunistas y sería más tarde convertido en una posición fundamental de la educación soviética, que era hostil a las creencias religiosas.

## Lenin

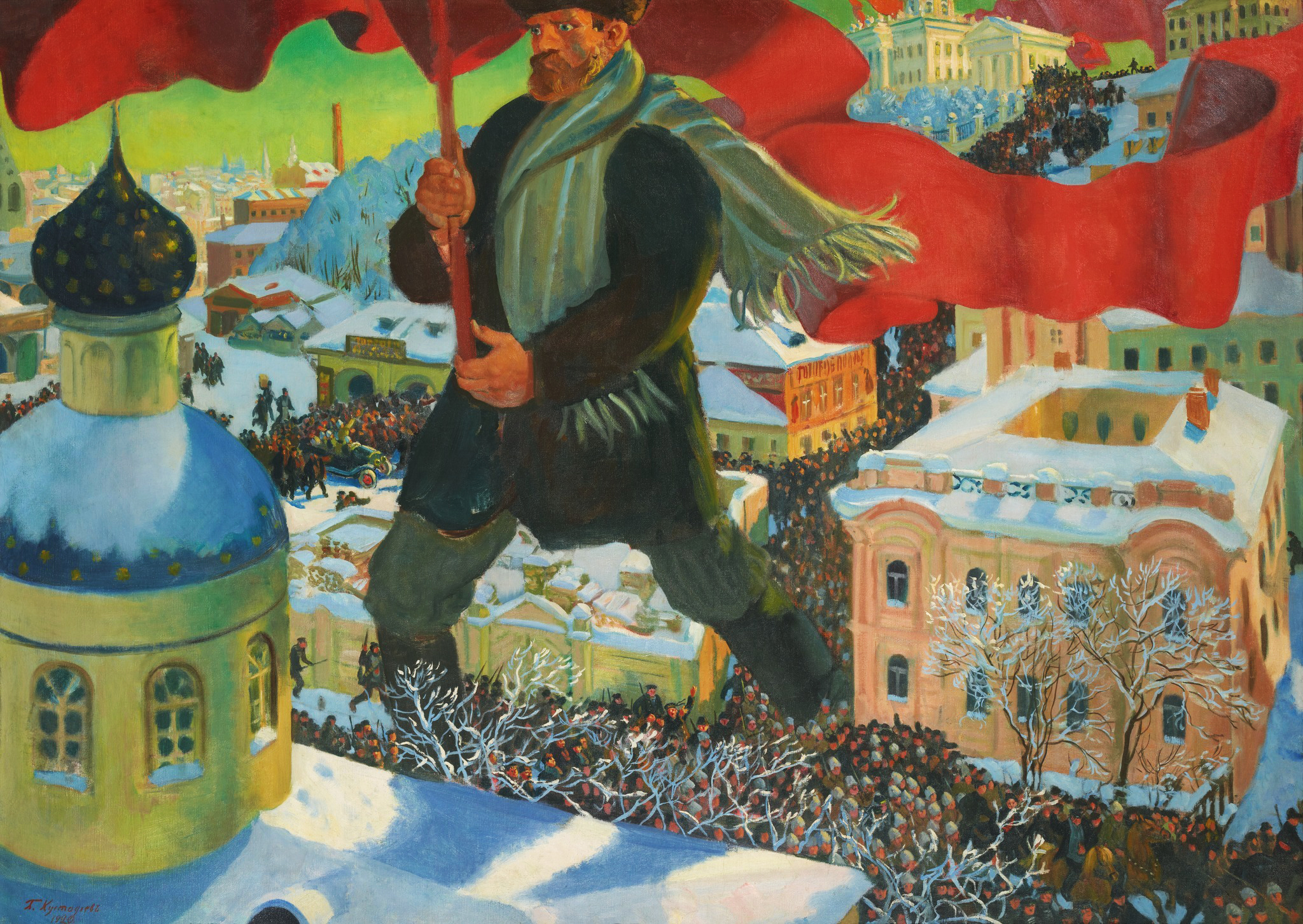
Pintura de Boris Kustodiev del año 1920, "Bolshevik." Representa a un revolucionario ondeando la bandera roja sobre una iglesia ortodoxa.

Vladimir Lenin siguió esta tradición atea, y considera la religión como un opiáceo que deben ser siempre combatida por los verdaderos socialistas. Se adaptaron las ideas ideológicas de Marx y Engels en el contexto particular de Rusia y su interpretación del marxismo y su doctrina antirreligiosa fue influenciado por la tradición intelectual de su propio país. Lenin consideraba que la religión en Rusia fue el principal instrumento ideológico de las clases dominantes para explotar a las masas en el que enseñó sujetos a ser sumisas a sus explotadores y ayudó a la conciencia de los explotadores para creer que los actos de caridad merecerían la vida eterna.

La religión es una de las formas de opresión espiritual que en todas partes pesa en gran medida de las masas del pueblo, más agobiado por su trabajo perpetua por los demás, por la necesidad y el aislamiento. La impotencia de las clases explotadas en su lucha contra los explotadores da igual que inevitablemente lugar a la creencia en una vida mejor después de la muerte como la impotencia del salvaje en su batalla con la naturaleza da lugar a la creencia en los dioses, demonios, que hacen señales, y similares. Los que trabajan y viven en todos quieren sus vidas son impartidos por la religión para ser sumisa y paciente mientras que aquí en la tierra, y se consuelan con la esperanza de una recompensa celestial. Pero los que viven por el trabajo de los demás son enseñados por la religión para practicar la caridad en la tierra, ofreciéndoles así una forma muy barata de justificar su existencia entera como explotadores y venderlos a unos precios moderados boletos para el bienestar en el cielo. La religión es el opio del pueblo. La religión es una especie de bebida espiritual, en la que los esclavos del capital ahogan su imagen humana, su demanda de una vida más o menos digna del hombre.

Desde la religión era la herramienta ideológica que mantiene el sistema en su lugar, Lenin creía propaganda atea ser de necesidad crítica. Para este efecto, antes de la revolución facción de Lenin dedicó una parte importante de sus escasos recursos a la propaganda antirreligiosa, e incluso durante la guerra civil, Lenin dedicó gran parte de su energía personal a la campaña antirreligiosa. La influencia de la Iglesia Ortodoxa en especial necesitaba ser debilitado con el fin de socavar el régimen zarista. El pueblo también tenía que estar preparado para hacer una transición de las creencias religiosas al ateísmo, como el comunismo requeriría de ellos. 
Lenin consideraba el ateísmo y teóricos ideas, no como importantes en sí mismos, sino como armas para usar en la lucha de clases con el fin de derrocar a las clases dirigentes que ellos mismos apoyaron con la religión. Por esta razón se considera que es importante mantener un Partido intelectualmente iluminado que no mantenga las supersticiones religiosas, y consideró que un verdadero socialista debe ser un ateo. Los debates teóricos e ideas filosóficas o teológicas abstractas no podían entenderse aisladamente de las condiciones materiales de la sociedad. Lenin no creía en la existencia de la investigación académica objetiva y neutral, porque consideraba que, en la tradición del materialismo histórico, que toda actividad intelectual fue perpetrada y mantenida por los intereses de clase. Él creía que los debates filosóficos eran siempre partidista, y su 1909 trabajo "Materialismo y empiriocriticismo 'fue escrito desde esta perspectiva y también mantuvo extensas notas de las obras de Aristóteles, Descartes, Kant y Hegel, en la que él creía que las cuestiones relativas a la lucha de clases ideológica podría responderse. 
Lenin no toleraba cualquier rastro de idealismo en las vistas de cualquiera de sus oponentes o sus colaboradores, y consideró que cualquier cosa por debajo de un punto de vista materialista completamente atea fue una concesión a la dominación ideológica de las clases dominantes y sus creencias religiosas. A su juicio, la religión para ser político por naturaleza y el objetivo principal de los ataques ideológicos. Lenin consideraba ateísmo militante que ser tan crítico para su facción que él fue más allá de la tradición atea rusa de Belinsky, Herzen, y Pisarev y organizó un movimiento sistemático, agresiva e intransigente de la agitación antirreligiosa. Él fundó toda una institución de propagandistas ateos profesionales en la URSS que difundieron por todo el país después de 1917 y que eran los "soldados de infantería" de las campañas antirreligiosas destinadas a eliminar la religión a fin de que los ateos población.
La intolerancia hostil inequívoca de Lenin hacia la creencia religiosa se convirtió en un rasgo distintivo del ateísmo soviético ideológica, que fue contrastada con leves vistas antirreligiosas de marxistas fuera de la URSS. Su hostilidad a la religión dejó sin compromisos, de tal manera que incluso los creyentes religiosos izquierdistas alienados que simpatizaba con los bolcheviques. Incluso se enajenó algunos ateos de izquierda que estaban dispuestos a dar cabida a las creencias religiosas. 
Un prominente líder bolchevique y más tarde URSS Comisario de la Ilustración, Anatoli Lunacharski, fue atacado por Lenin por intentar acomodar sentimientos pseudo-religiosos en la visión del mundo del comunismo. Lunacharski había llevado a ideas similares a la noción de la sustitución de la religión con una nueva religión atea que tenía un lugar para los sentimientos, las ceremonias y los significados de la religión de Feuerbach, pero que era compatible con la ciencia y no poseían creencias sobrenaturales. Lunacharski consideró que mientras que la religión era falsa y fue utilizada como una herramienta de explotación, todavía cultiva emoción, los valores morales y deseos entre masas de gente, de los que los bolcheviques deben hacerse cargo y manipular en lugar de abolir. Estos productos de la religión deberían haber sido transformados en valores humanísticos de la moral comunista y no abolida, cuando formaron la base de la integridad psíquica y moral de las masas populares. Mediante la sustitución de la religión tradicional con una nueva religión atea que la humanidad era adorada en lugar de Dios, el socialismo se lograría mucho mejor éxito, según Lunacharski. Él cree que esto tendría menos confrontación y el abuso de la cultura y la tradición histórica de la civilización europea. 
Lenin se enfureció con esta idea de Lunacharski, sin embargo, porque la consideraba una concesión a la creencia religiosa, y por lo tanto perjudicial en extremo. Afirmó que ignoró el hecho de que la religión era un instrumento ideológico de la supresión de las masas, y afirmó que las ideas de Lunacharski eran un compromiso peligroso e innecesario con las fuerzas reaccionarias del Imperio Ruso. El ateísmo militante se convirtió en el principio de la prueba de la sinceridad del compromiso marxista de Lenin, y que era una violación de los principios del socialismo comprometer incluso de esta manera, en el que no hay creencias sobrenaturales se invocaron, con ideas religiosas. 
Marx había rechazado anteriormente la propuesta de Feuerbach para una religión atea, y Lenin veía a Marx como su ejemplo. Él cree que el más mínimo compromiso con la creencia religiosa degeneraría bajo una intensa presión política en una traición a la causa del comunismo completo. Un verdadero comunista tiene que ser ateo según Lenin.

## Durante la Unión Soviética

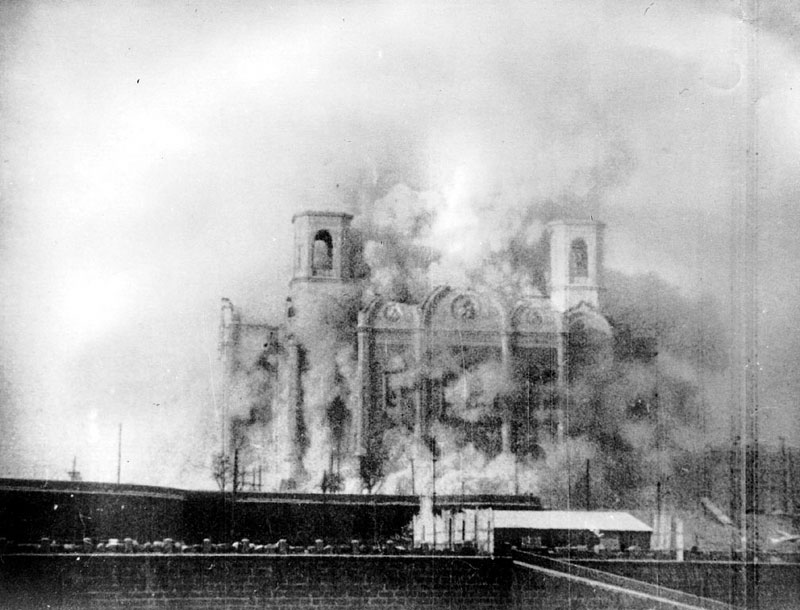
La Catedral de Cristo Salvador de Moscú, cuya demolición fue ordenada por el Comité Ejecutivo Central en 1931.

La política que comenzó con Lenin y continuó durante el curso de la historia soviética era que la religión debía ser tolerada por el Estado, pero el partido debería hacer lo que considere necesario con el fin de eliminarla gradualmente de la sociedad. Por lo tanto, el Estado soviético y el Partido Comunista - se supone que tienen dos actitudes diferentes hacia la religión, siendo el primero neutral y el segundo hostil hacia ella - ya que eran dos instituciones separadas. Sin embargo, dado que la URSS era un Estado de partido único, la distinción entre el Partido y el Estado se convirtió en muy borrosa con el tiempo, con el resultado de que la religión era a veces reprimida y a veces tolerada, en diversos grados. Al escribir sobre la postura religiosa del Partido , Lenin no vio la sustitución de la religión con el ateísmo como un fin en sí mismo, pero escribió que debía ir acompañada de una visión del mundo materialista.

El marxismo es el materialismo. Como tal, es tan implacablemente hostil a la religión como fue el materialismo de los enciclopedistas del siglo XVIII o el materialismo de Feuerbach. Esto está fuera de duda. Pero el materialismo dialéctico de Marx y Engels va más allá de los enciclopedistas y Feuerbach, ya que se aplica la filosofía materialista al dominio de la historia, con el dominio de las ciencias sociales. Debemos combatir la religión, que es el ABC de todo el materialismo, y por lo tanto del marxismo. Pero el marxismo no es un materialismo que ha dejado en el ABC. El marxismo va más allá. Dice: Debemos saber cómo combatir la religión, y con el fin de hacer lo que debemos explicar la fuente de la fe y la religión entre las masas de una manera materialista. La lucha contra la religión no puede limitarse a lo abstracto prédica ideológica, y no debe ser reducido a tal predicación. Debe estar vinculado con la práctica concreta del movimiento de clase, que tiene por objeto eliminar las raíces sociales de la religión.

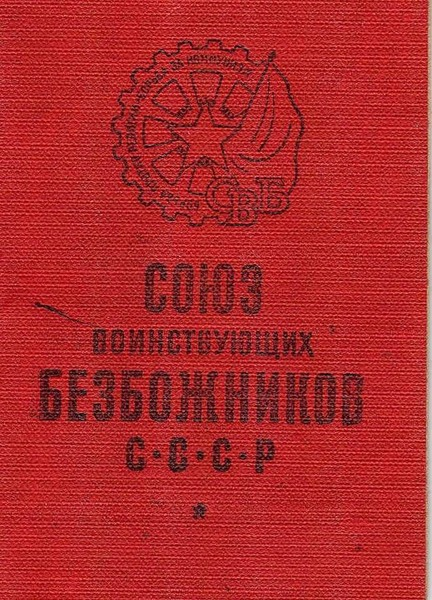
La tarjeta de afiliación de la Liga de los Ateos Militantes (Ruso: Союз воинствующих безбожников - Transcripción fonética: Soyuz Voinstvuyushchikh Bezbozhnikov) en la URSS

El marxismo tal como fue interpretado por Lenin y sus sucesores requerido cambios en la conciencia social y la reorientación de las creencias de la gente. Marxismo soviético se consideró incompatible con la creencia en lo sobrenatural. Comunismo requiere un rechazo consciente de la religión o de lo contrario no se pudo establecer. Esto no era una prioridad secundaria del sistema, ni tampoco era una hostilidad hacia la religión desarrollado como un sistema competidor o rival de pensamiento, pero era un núcleo y la enseñanza fundamental de la doctrina filosófica del Partido Comunista de la Unión Soviética. La filosofía marxista tradicionalmente implicaba una crítica científica exhaustiva de la religión y un intento de «desmitificar» la creencia religiosa.
Según la teoría marxista, la religión era un producto de las condiciones materiales y la organización de la propiedad privada. Trabajar con esta premisa, el ateísmo militante de la dirección soviética inicialmente consideró que la religión desaparecería por sí solo a través de la venida del sistema socialista. Por lo tanto, después de la revolución, inicialmente los bolcheviques dieron la tolerancia a la religión, con la excepción de la Ortodoxia (que fue objeto de persecuciones debido a sus vínculos con el zarismo). Cuando se hizo evidente después de la URSS se estableció que la religión no se estaba muriendo desaparece por sí sola, la URSS comenzó campañas antirreligiosas generales. 
La lucha contra las creencias religiosas se consideró un deber absoluto por Lenin. Las campañas involucradas grandes cantidades de propaganda antirreligiosa, la legislación antirreligiosa, educación atea, la discriminación antirreligiosa, hostigamiento, detenciones y también campañas de terror violento. Líderes soviéticos, propagandistas y otros ateos militantes debatido durante años sobre la cuestión de qué enfoque fue más pragmática con el fin de eliminar la religión. El estado reclutó a millones de personas, gastó miles de millones de rublos, e hizo esfuerzos increíbles para este fin, aunque fracasó en última instancia para lograr su objetivo.
La naturaleza pragmática del ateísmo militante de la URSS, significaba que podría existir algún tipo de cooperación y tolerancia entre el régimen y la religión cuando se considera que en los mejores intereses del Estado o se encontró que ciertas tácticas antirreligiosas tratarían más daño que bien hacia la meta de eliminar la religión (por ejemplo endurecimiento sentimientos religiosos de los creyentes). Estas formas de cooperación y tolerancia de ninguna manera significa que la religión no tenía que ser eliminado en última instancia.  El ateísmo militante era un profundo y fundamental compromiso filosófico de la ideología, y no simplemente las convicciones personales de los que corrían el régimen. 